# 恒春拟单性木兰
恒春拟单性木兰（学名：Parakmeria kachirachirai），为木兰科拟单性木兰属下的一个植物种。